# Mentzelia laevicaulis
Mentzelia laevicaulis là một loài thực vật có hoa trong họ Loasaceae. Loài này được (Douglas) Torr. & A. Gray mô tả khoa học đầu tiên năm 1840.

## Hình ảnh

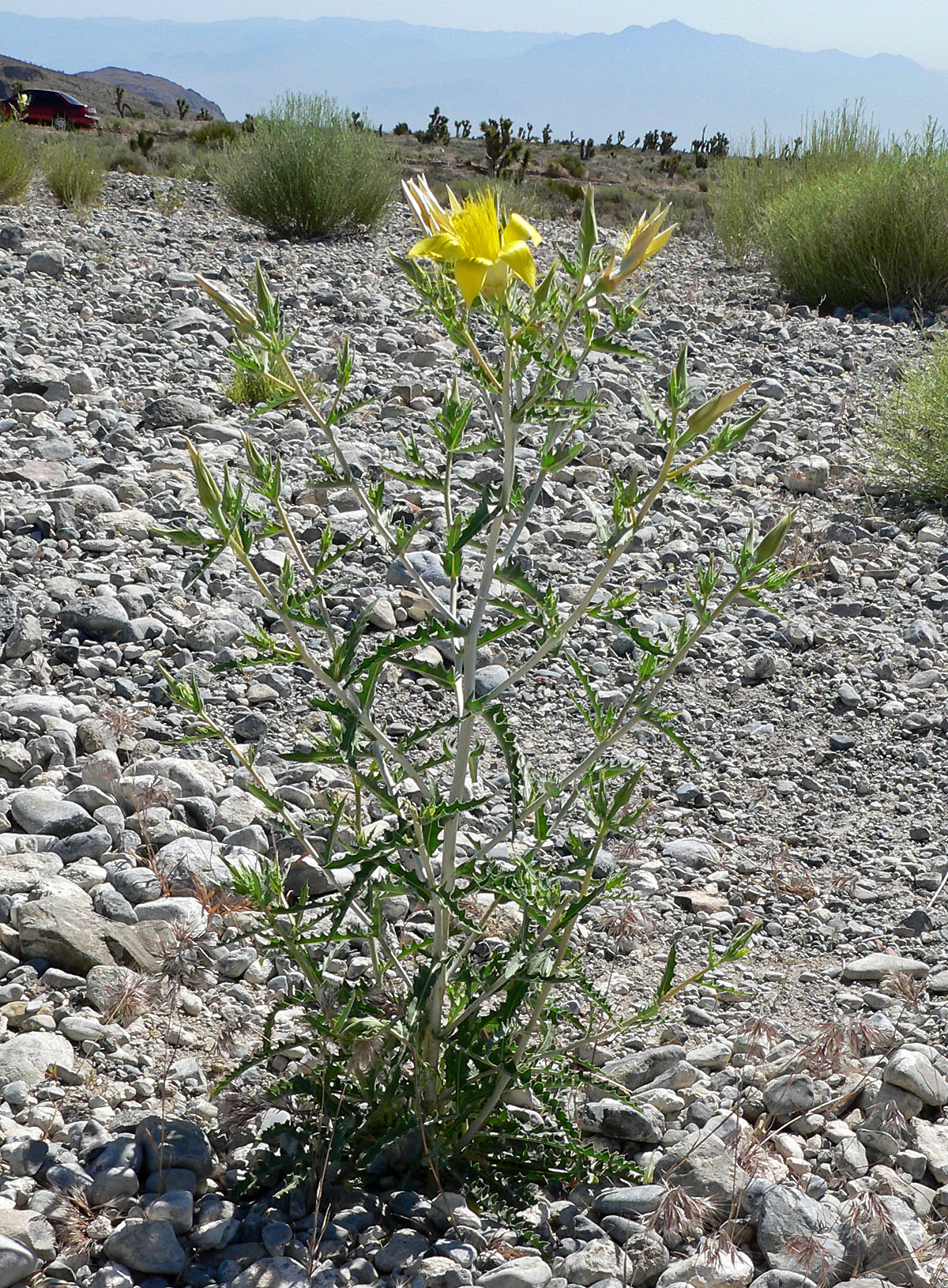
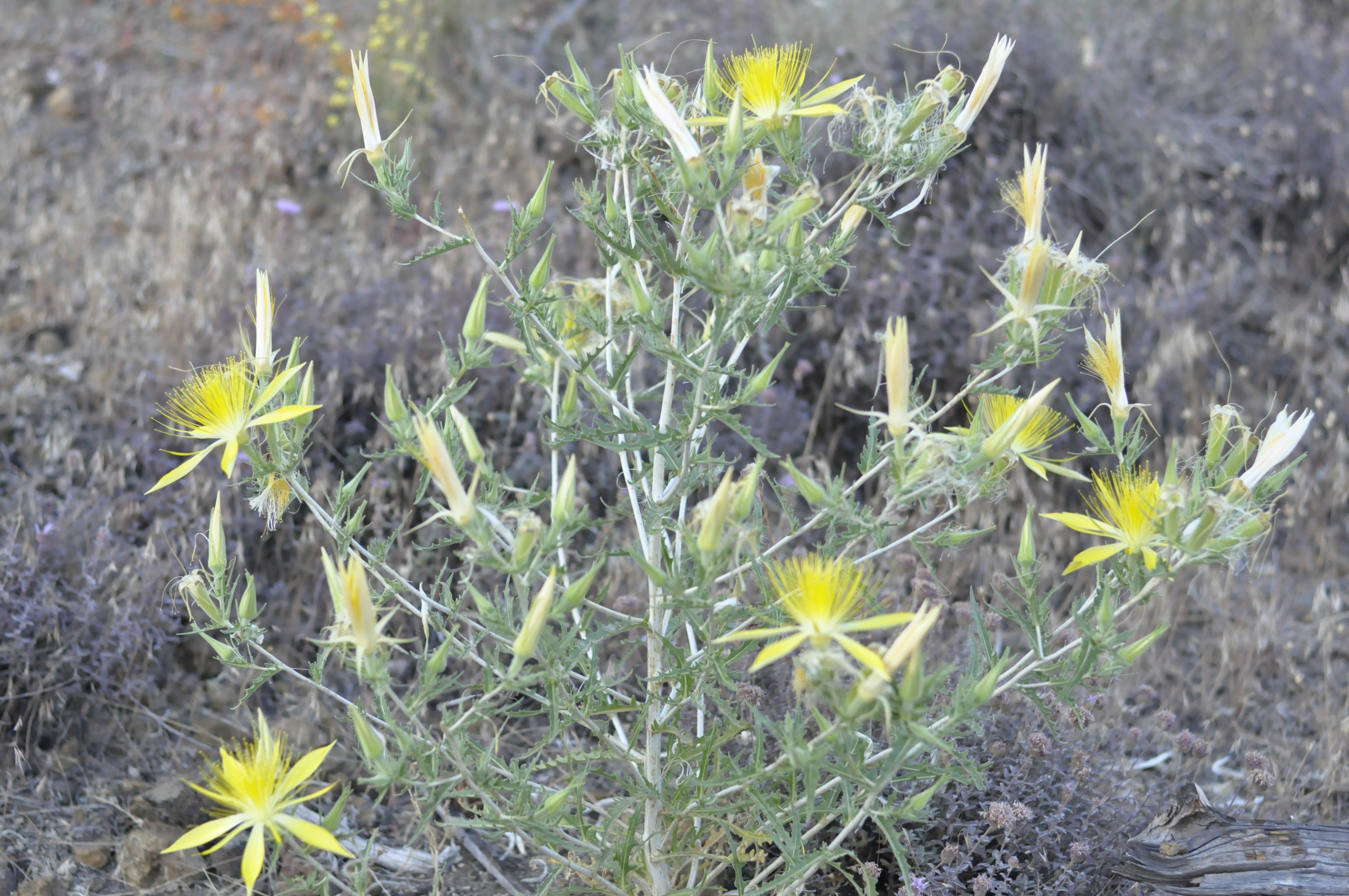
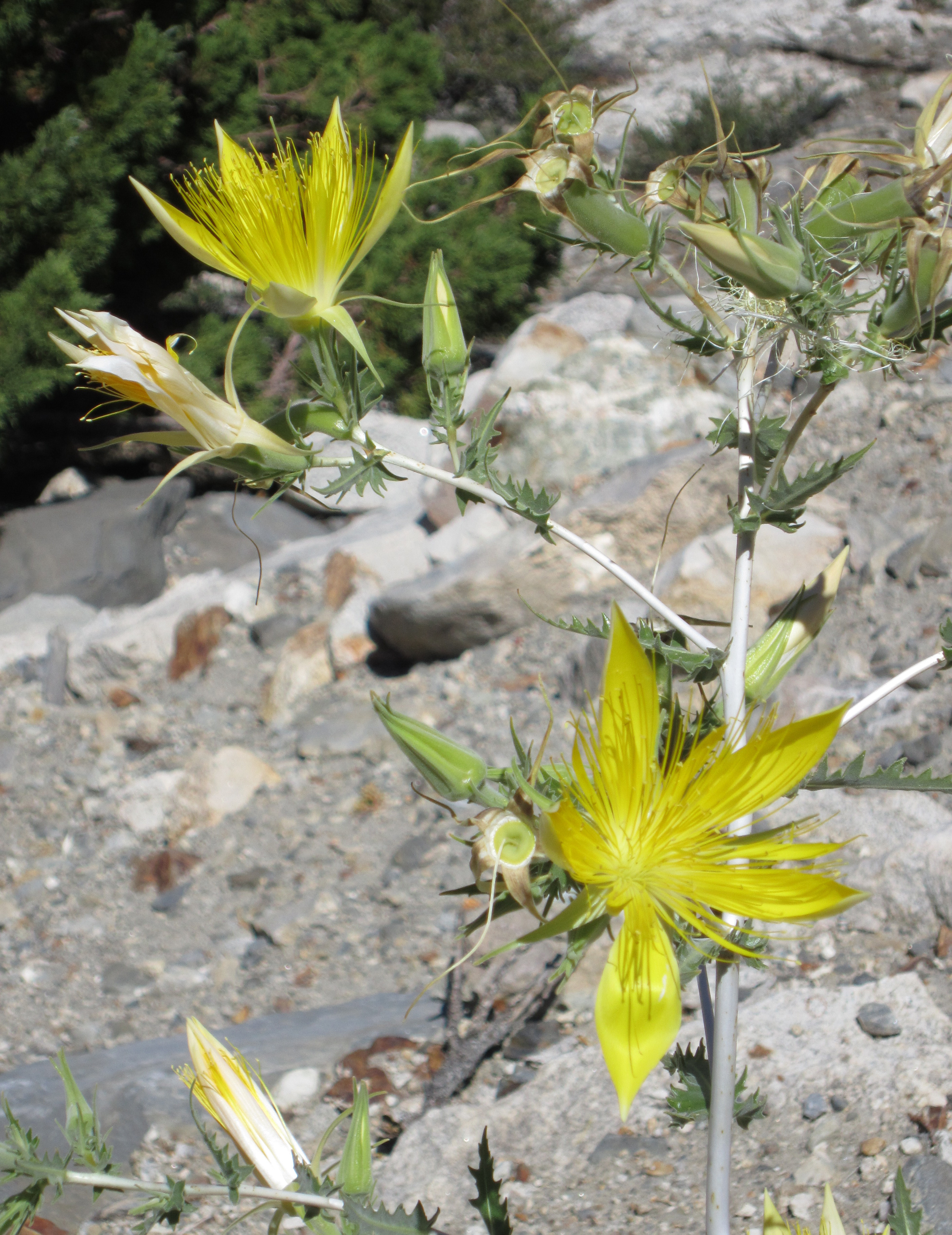
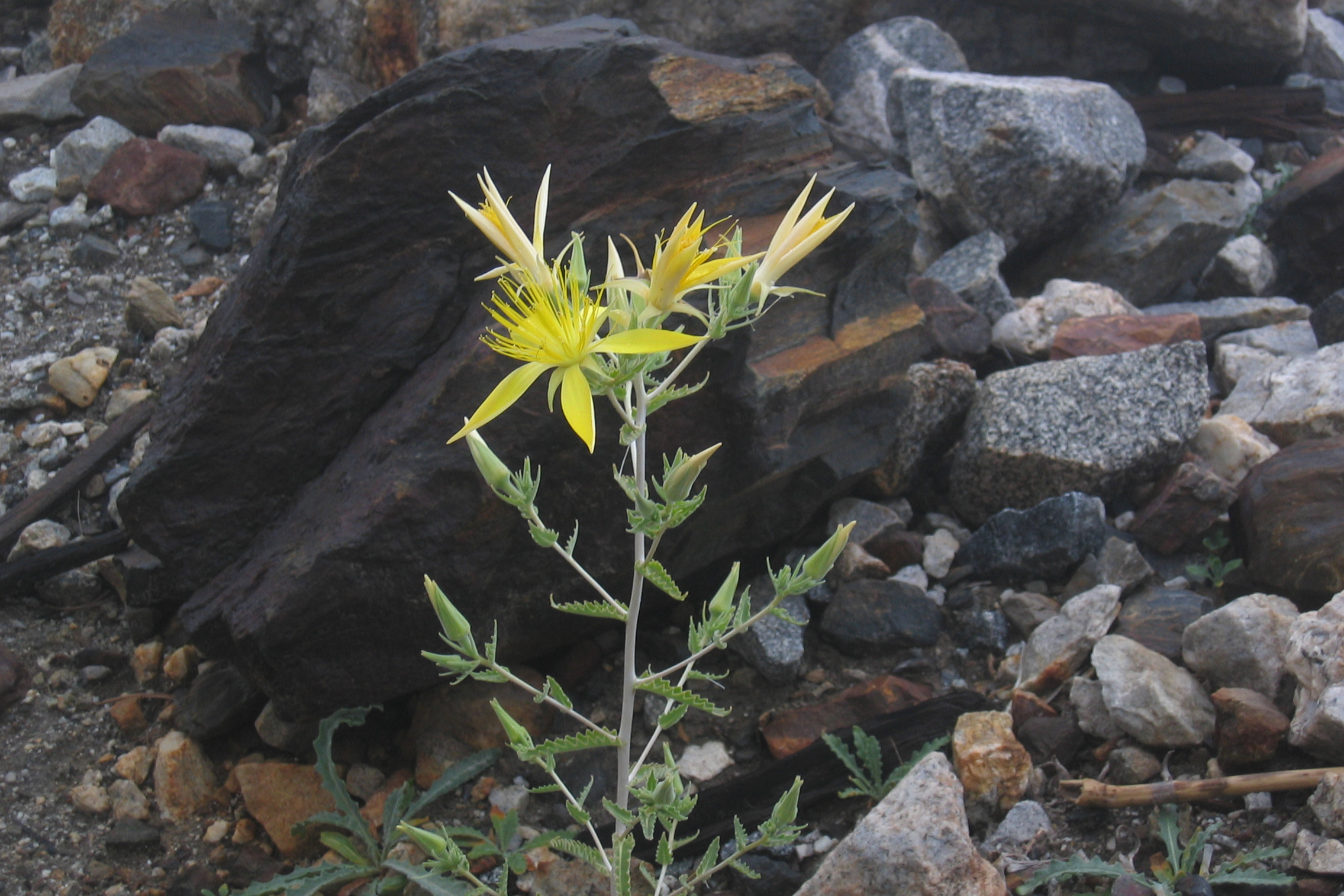